# جام قهرمانی فوتبال ایران ۱۳۴۸
جام قهرمانی فوتبال ایران ۱۳۴۸ یازدهمین و آخرین دوره جام قهرمانی فوتبال ایران می باشد که برگزار شد و باشگاه فوتبال پیکان که در آن زمان با نام پیکان ناسیونال در فوتبال حضور داشت قهرمان شد. 
کارخانه ایران ناسیونال  که تصمیم گرفته بود وارد دنیای فوتبال  شود با نام  پیکان  و با خرید بازیکنان پرسپولیس تیم قدرتمندی را روانه جام باشگاه‌های تهران ۱۳۴۸ کرد و قهرمان شد . در پی آن به عنوان نماینده تهران راهی جام قهرمانی کشور شد و بعد از موفقیت در مرحله اول در دور پایانی هم با نتایجی که کّرفت با اقتدار آخرین جام قهرمانی کشور را از آن خود ساخت. پیکان آخرین قهرمان کشور در جام قهرمانی فوتبال کشور است. تیم باشگاه فوتبال تاج شیراز با نایب قهرمانی شگفتی ساز آخرین دوره مسابقات شد. عمر جام قهرمانی با عمر آخرین قهرمان ، هم زمان پایان یافت.

## کسبدو گانهو انحلال باشگاه
مسئولین  پیکان  در روزهای اوج تیم و درحالیکه بازیکنان سرمست کسب دو جام تهران و ایران ( دو گانه )  بودند  در کمال تعجب اعلام کردند دیگر تمایلی به تیمداری نداشته انحلال باشگاه را  اعلام کردند. بازیکنان هم دوباره به باشگِاههای خود بازگشتند. 

## پیوندها
جام قهرمانی فوتبال ایران ۱۳۴۷
جام منطقه‌ای فوتبال ایران
دو گانه ( فوتبال)